# باول تشايلد
باول تشايلد (بالإنجليزية: Paul Child)‏ هو مدرب كرة قدم ولاعب كرة قدم أمريكي، ولد في 8 ديسمبر 1952 في برمنغهام في المملكة المتحدة. شارك مع منتخب الولايات المتحدة لكرة القدم. أما مع النوادي، فقد لعب مع أتلانتا تشيفز وأستون فيلا ولوس أنجلوس لايزرز.

## وصلات خارجية
- باول تشايلد على موقع قاعدة بيانات كرة القدم.إي يو (الإنجليزية)
- باول تشايلد على موقع ناشيونال فوتبول تيمز (الإنجليزية)
- باول تشايلد على موقع عالم كرة القدم.نت (الإنجليزية)